# Ичка
И́чка — река в Москве и Московской области России, левый приток Яузы. Большая часть водосборного бассейна находится на лесной территории национального парка «Лосиный Остров», поэтому Ичка — одна из самых чистых московских рек. Часть речной долины в 1991 году объявили памятником природы. По состоянию на 2018-й она является ландшафтным заказником «Долина реки Ички» общей площадью 81,4 га. На берегах Ички находились пустошь Свитягина и деревня Малые Мытищи. Левыми притоками реки являются ручьи Каменный и Лось.

## Этимология
Точное происхождение названия не установлено. Возможно, оно связано со словом «иштака» (иштака-ишка-ичка), которое означает «исток», «болотистое место», «небольшой ручей, вытекающий из болота». В бассейне Оки есть похожие гидронимы, такие как Ича и Иченка. Существует также «балтийская» версия, по которой название Ичка может происходить от латышских гидронимов Ича и Ичика-лаукс.

## Описание

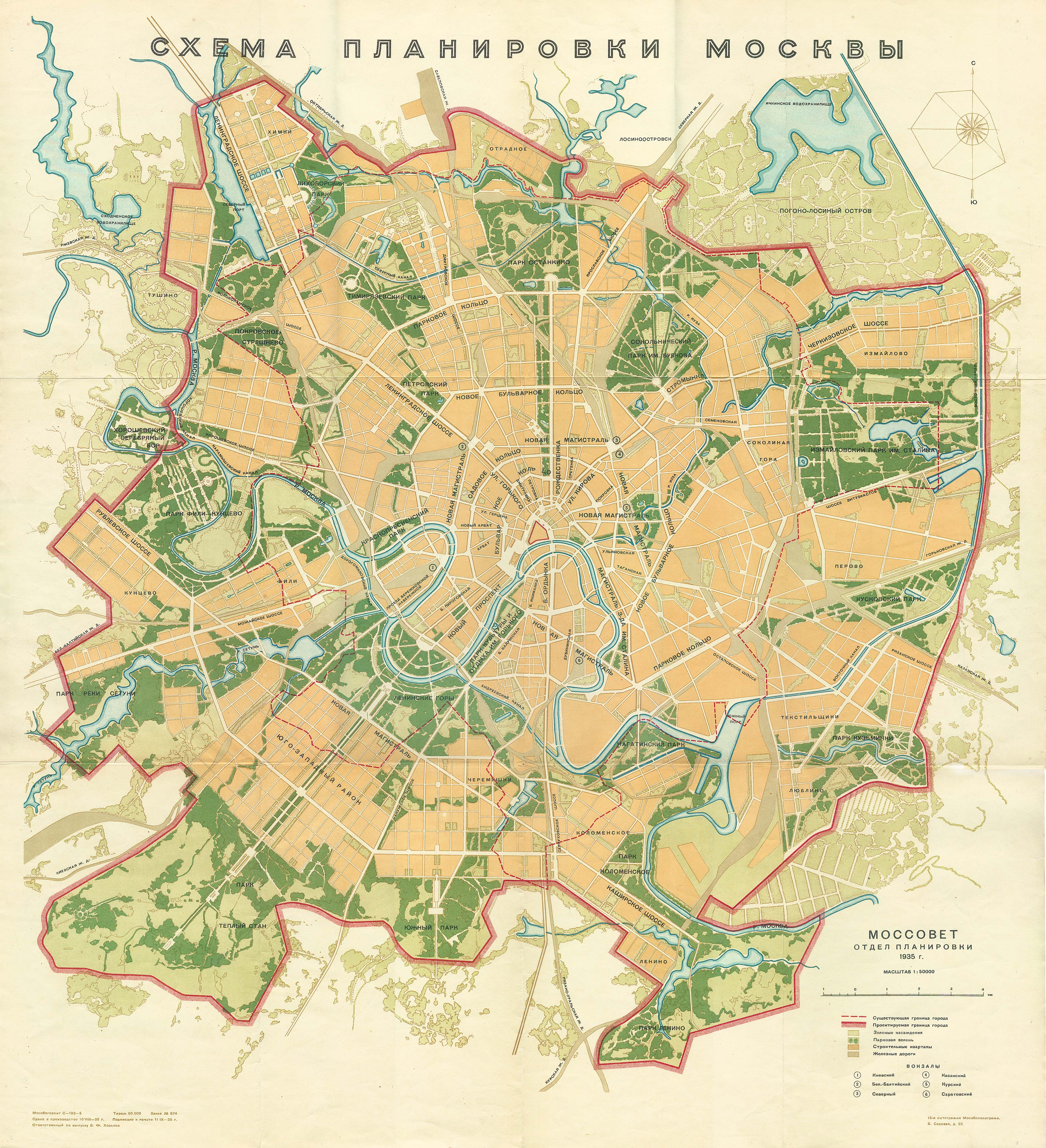
Генеральный план реконструкции Москвы 1935 года. Ичкинское водохранилище находится в верхнем правом углу карты

Длина реки составляет 12 км, глубина — 0,4 м, площадь водосборного бассейна — 21,6 км², средний расход воды — 0,35 м³/с. Долина Ички заболочена, вдоль речного русла в некоторых местах вырыты канавы. Постоянное течение имеется в загородной части национального парка. Река имеет два истока. Она начинается как Свитягинский ручей в 41-м квадрате «Лосиного Острова». Далее протекает 2,5 км на север, пересекает МКАД и сливается со своим правым истоком — Ступкинским ручьём. Водоток проходит вдоль МКАД на северо-запад через 17-й, 11-й, 10-й и 9-й кварталы парка, поворачивает на запад и пересекает кварталы 4-й и 3-й. После чего река протекает в коллекторе через Ярославское шоссе и железнодорожную линию Ярославского направления Московской железной дороги и впадает в Джамгаровский пруд. Устье расположено к северу от моста Широкой улицы.
В Ичке водятся пескари, окуни, караси, плотвы и щуки. В долине реки встречаются краснокнижные растения, такие как телиптерис болотный, щитовник гребенчатый, горец змеиный, купальница, калужница, лютик длиннолистный и ежеголовник малый.
Согласно генеральному плану реконструкции Москвы 1935 года, на реке могли создать Ичкинское водохранилище, которое бы занимало 1/4 часть от современной московской территории «Лосиного Острова». С юго-западного направления водохранилище планировали соединить каналом с Яузой.

## Галерея

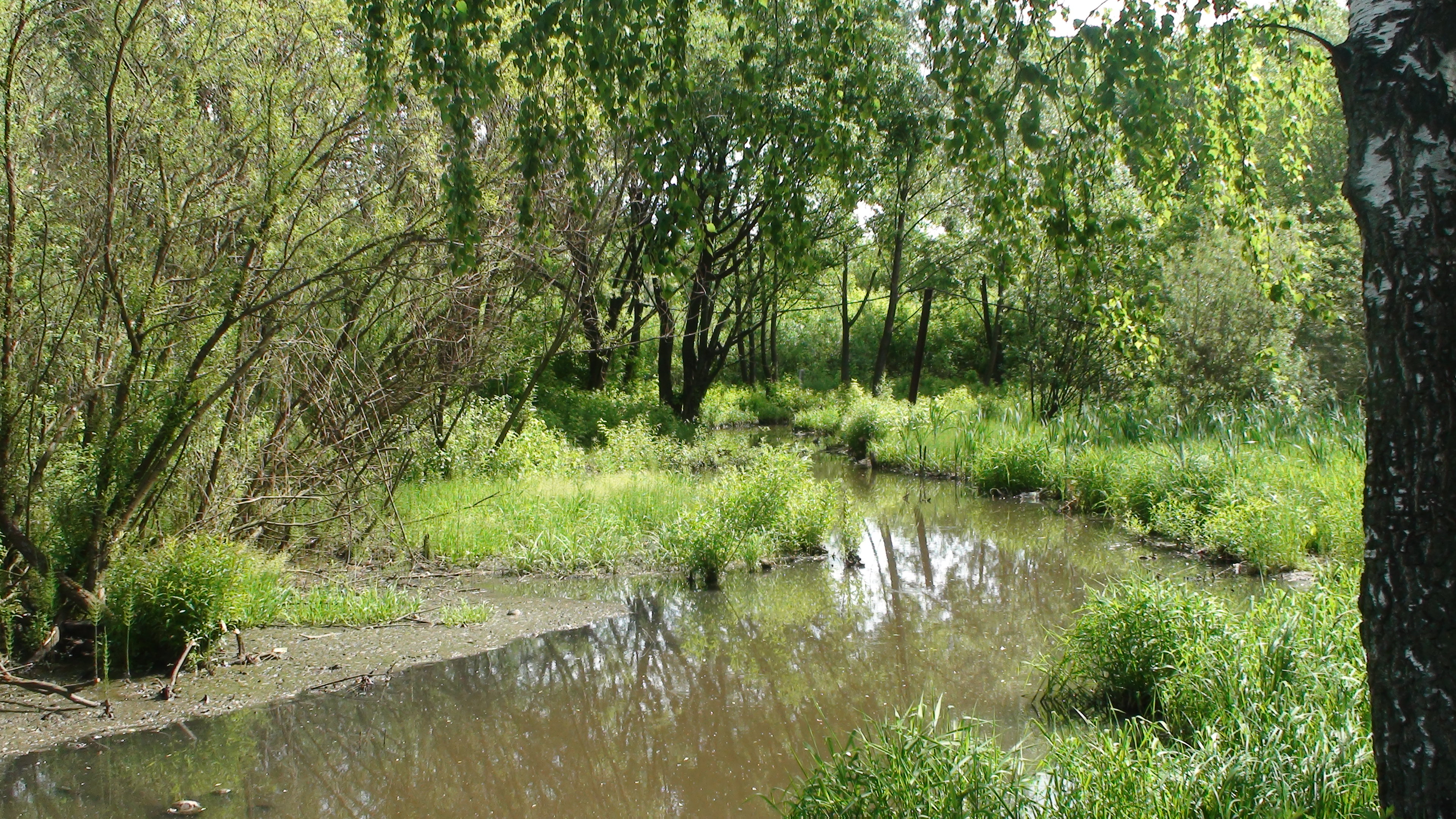
Устье Ички
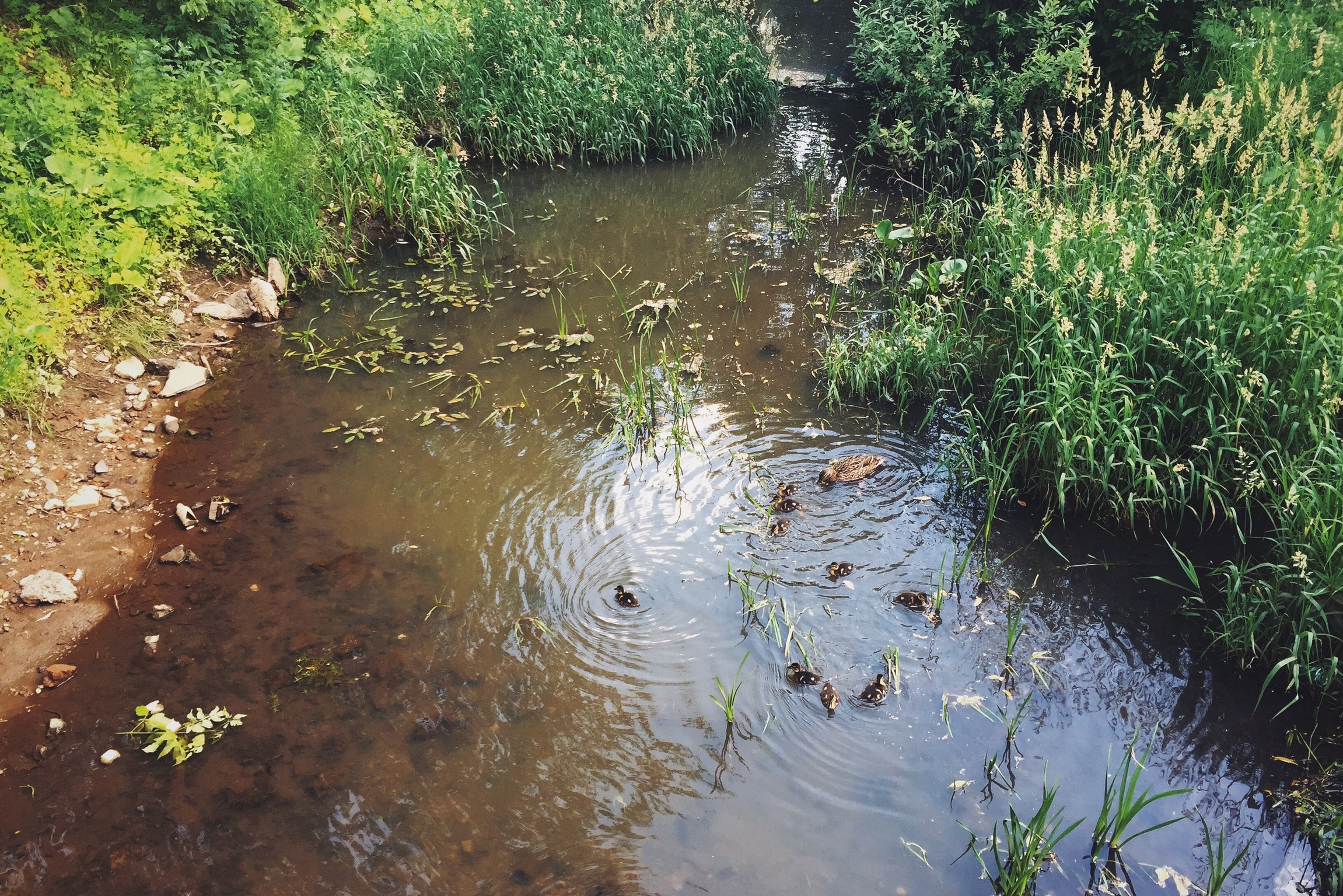
Кряквы на реке Ичке
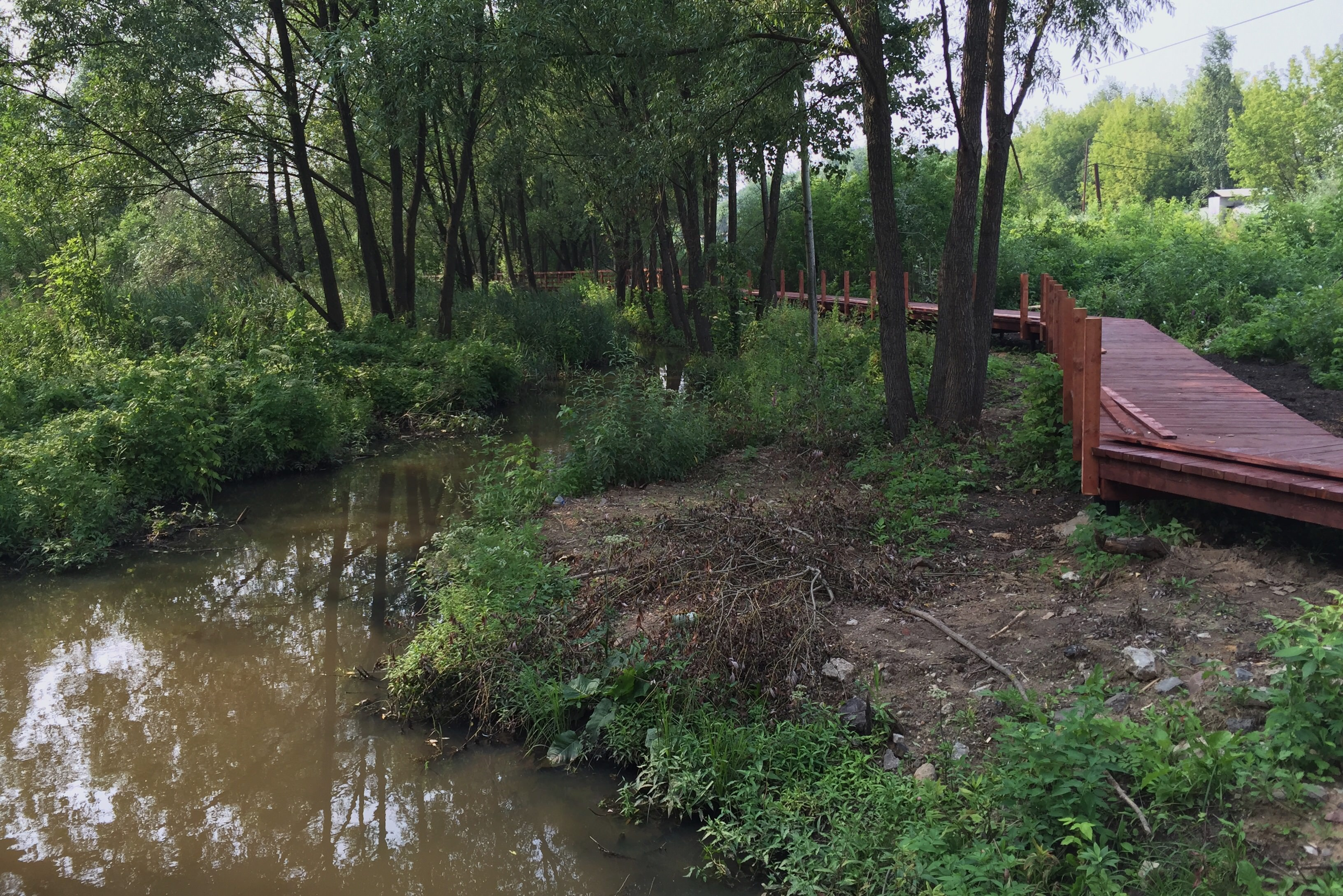
Ичка в Джамгаровском парке
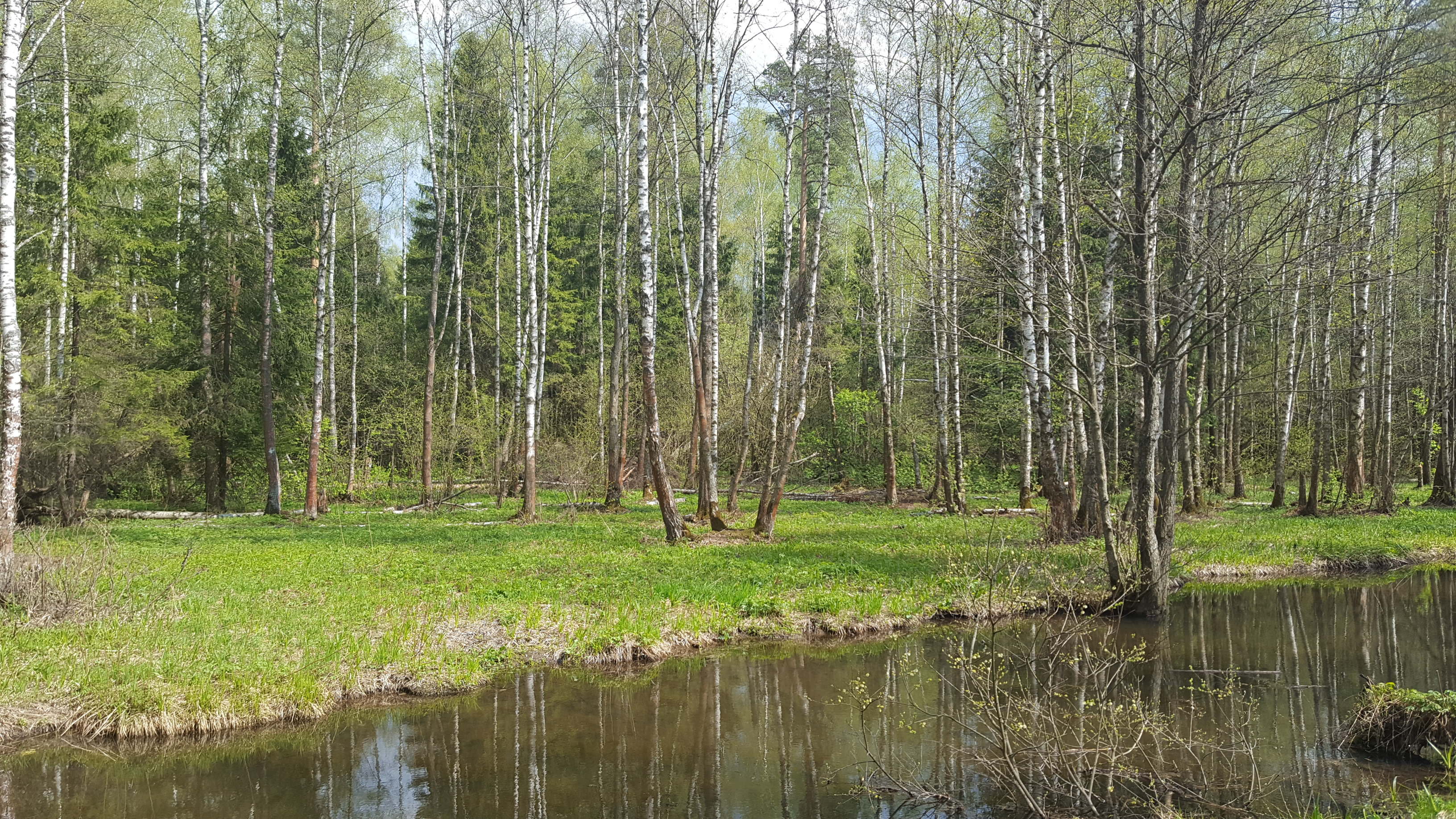
Ичка в Лосином острове
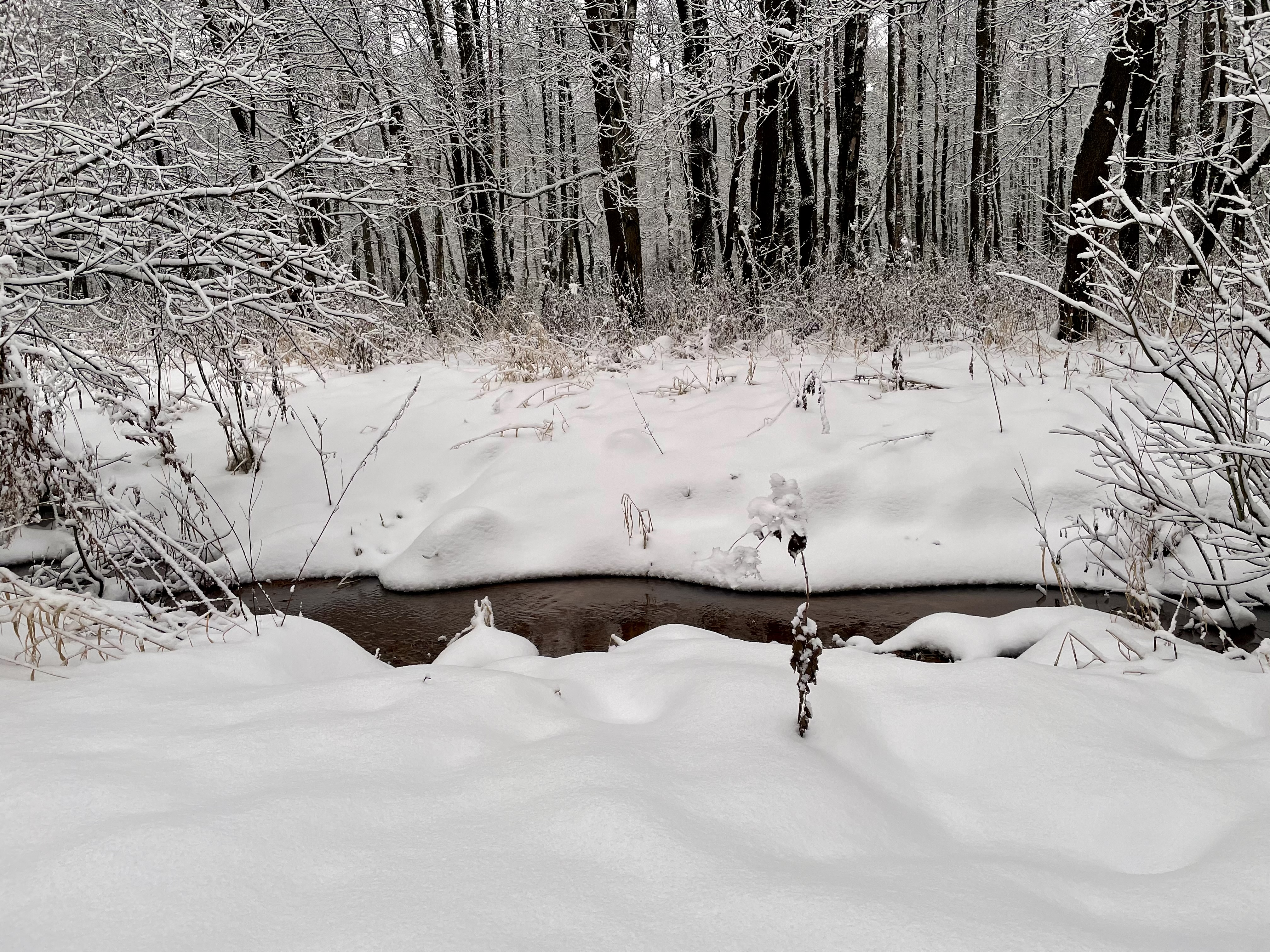
Ичка в пределах Лосиного Острова зимой